# Emu Point
Emu Point är en stadsdel i Albany i Australien. Den ligger i kommunen Albany City och delstaten Western Australia, omkring 390 kilometer sydost om delstatshuvudstaden Perth. 2015 var antalet invånare 705.